# Tunagyna debilis
Genre
Espèce
Synonymes
- Tmeticus debilis Banks, 1892

Tunagyna debilis, unique représentant du genre Tunagyna, est une espèce d'araignées aranéomorphes de la famille des Linyphiidae.

## Distribution
Cette espèce se rencontre aux États-Unis, au Canada et en Russie.

## Publications originales
- Banks, 1892 : The spider fauna of the Upper Cayuga Lake Basin. Proceedings of the Academy of Natural Sciences of Philadelphia, vol. 1892, p. 11-81 (texte intégral).
- Chamberlin & Ivie, 1933 : Spiders of the Raft River Mountains of Utah. Bulletin of the University of Utah, Biological Series, vol. 23, no 4, p. 1-79.